# Ytter-Holmsjön
Ytter-Holmsjön är en sjö i Örnsköldsviks kommun i Ångermanland som ligger på norra sidan om Vändåtbergets naturreservat.
Ytter-Holmsjön har fått sitt namn av att den är sjön längst till öster - "ytterst" för inlandsbon - av Holmsjöarna; den ligger sydost om Mitti-Holmsjön. Sjön har två öar, Storholmen och Lillholmen.
Sjön ingår i Gideälvens huvudavrinningsområde. Sjön är 16 meter djup, har en yta på 0,591 kvadratkilometer och befinner sig 276 meter över havet. Sjön avvattnas av vattendraget Holmsjöbäcken.

## Delavrinningsområde
Ytter-Holmsjön ingår i delavrinningsområde (708016-162438) som SMHI kallar för Utloppet av Ytter-Holmsjön. Medelhöjden är 309 meter över havet och ytan är 4,12 kvadratkilometer. Det finns inga avrinningsområden uppströms utan avrinningsområdet är högsta punkten. Holmsjöbäcken som avvattnar avrinningsområdet har biflödesordning 4, vilket innebär att vattnet flödar genom totalt 4 vattendrag (Lägstaån, Lockstaån, Faxån och Gideälven) innan det når havet efter 103 kilometer. Avrinningsområdet består mestadels av skog (83 procent). Avrinningsområdet har 0,66 kvadratkilometer vattenytor vilket ger det en sjöprocent på 15,9 procent.

## Historia runt sjön
Länge tillbaka i tiden var området troligen väl utnyttjat. Under yngre stenålder (3000-1500 f Kr) var Norrland välbefolkat, speciellt utefter Ångermanlandskusten. Under stenålderns sista period bosatte sig folk även i landskapens inre vid insjöar. Man livnärde sig av jakt och fiske.
Århundradena närmast före Kristi födelse inträdde en klimatförsämring som gjorde att folk drog sig söderut.
Kartor från 1771 och 1789 visar att området tillhörde Stavars Jaures Lappland. Det är den tidigaste form av kolonisation som finns dokumenterad. Lappskattelanden var avgränsade landområden som nyttjades av samer mot en viss skatt till kronan. Landindelningen torde ha funnits långt innan samerna inordnades i det svenska skatteväsendet.
Nybyggarna kom till området i mitten av 1700-talet. Innan dess var övre delen av Björna socken ett av samer glest befolkat område med många mil till Åsele, Fredrika och de äldre byarna i Björna.
Hela området runt de tre Holmsjöarna betecknas som kronoöverloppsmark, det vill säga mark som vid avvittringen tillföll kronan men inte avsattes som kronopark.
Ända in på 1900-talet fortsatte nykoloniseringen av trakten kring Vändåtberget. I Holmsjö, mellan Ytter - och Mitti-Holmsjön, upptogs ett nybygge 1915. I slutet av 1930-talet brann huset ner och nu är spåren borta sånär som på en frodig blomsteräng.
I Lägstaån flottades allt virke från skogarna runt Vändåtberget. Mitti-Holmsjön och Sör-Holmsjön är förbundna med flottleden genom kanaler och dammar. Ett försök till flottningsförbindelse mellan Mitti- och Ytter-Holmsjön misslyckades och därför har Vändåtbergets skogar aldrig flottats.

## Djupprofil
En djupprofil togs fram av Örnsköldsviks kommun under Stadsingenjörskontorets tid. Den påvisar ett maximidjup av 16 meter på norra sidan av sjön och ett medeldjup av ungefär 7 meter.

## Övrigt
Ytter-Holmsjön ligger lägst i området, på 276 meter över havet.
I områdets tjärnar häckar knipa och storskrake och i Ytter-Holmsjön dessutom storlom.
Ytter-Holmsjön rotenonbehandlades 1961. Senast 1977 inplanterades röding och amerikansk bäckröding.
Sjön har kalkats fram till 2013. För närvarande utvärderas om fortsatt kalkning ska ske.

## Bildgalleri

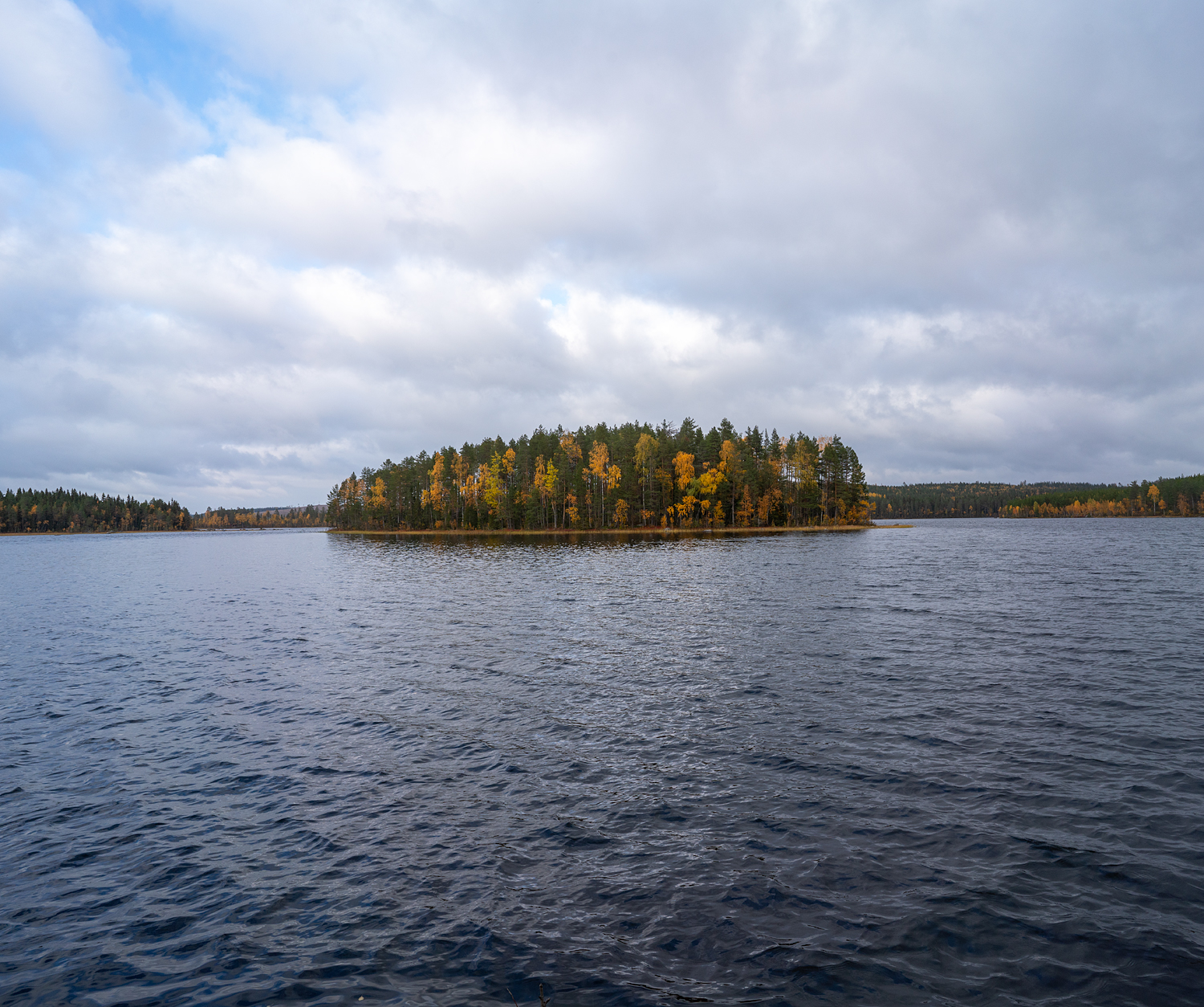
Ytter-Holmsjön och Storholmen. Vy från sjöns södra strand.
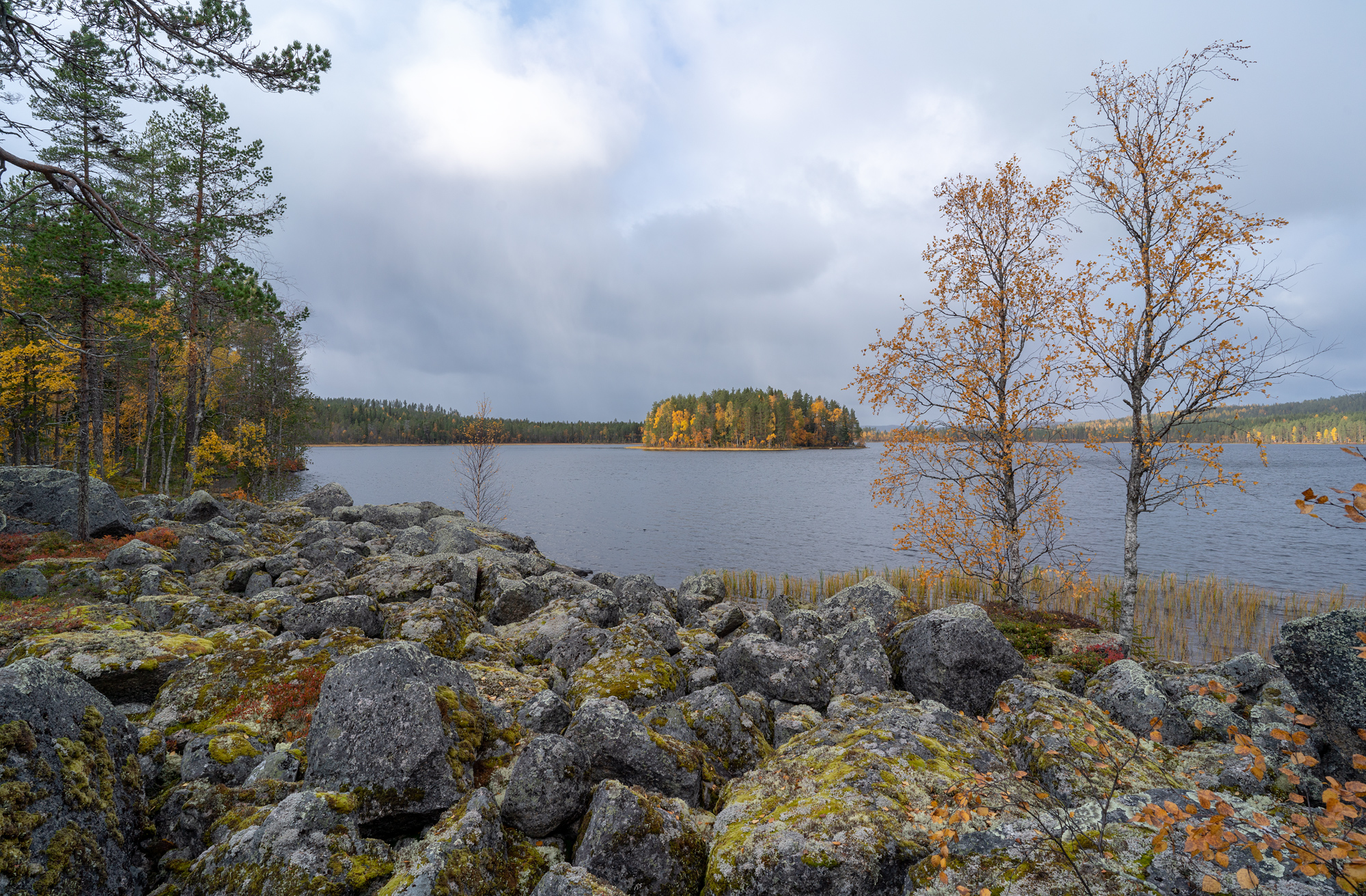
Ytter-Holmsjöns sydöstra hörn.
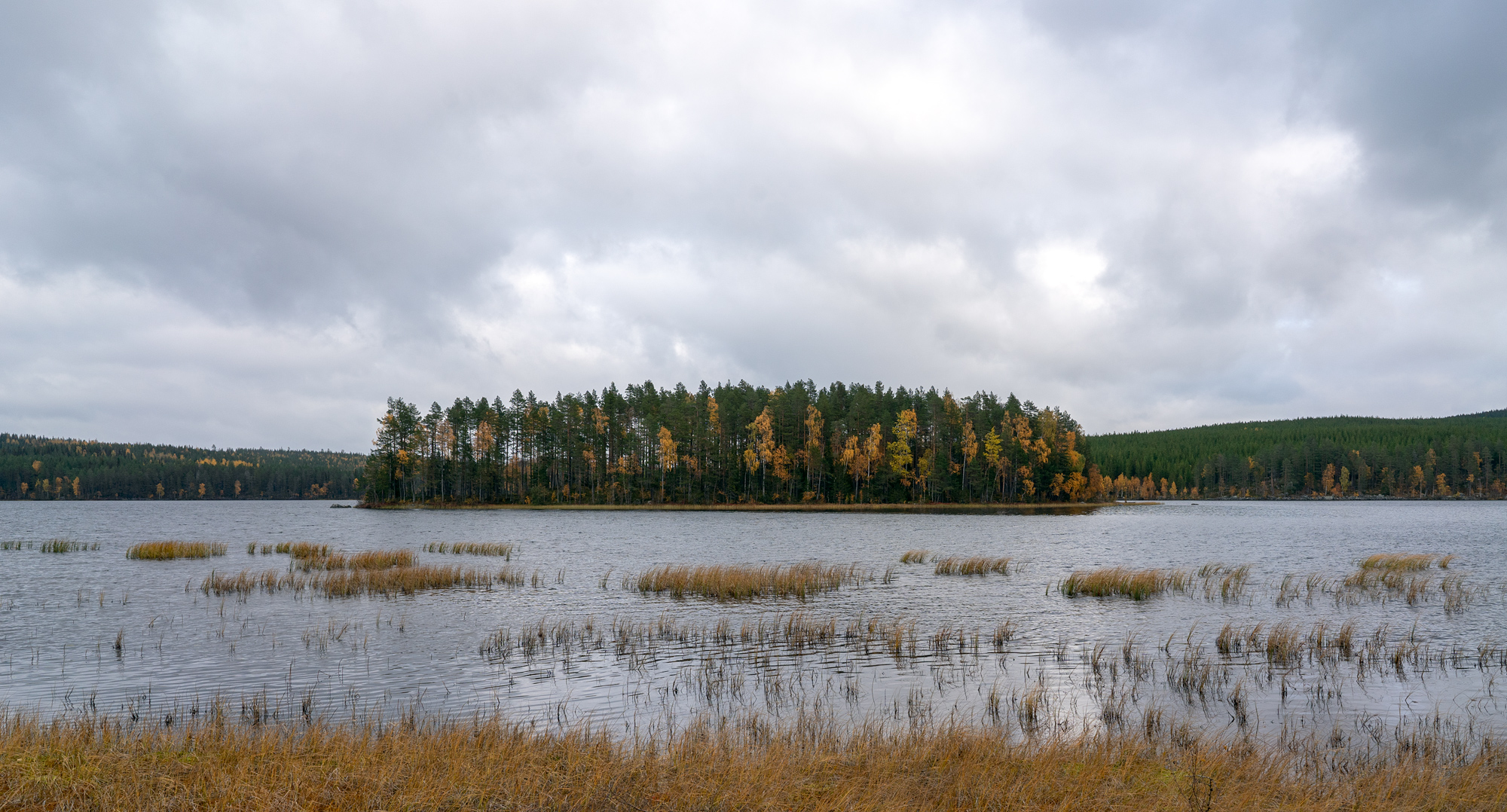
Storholmen i Ytter-Holmsjön.
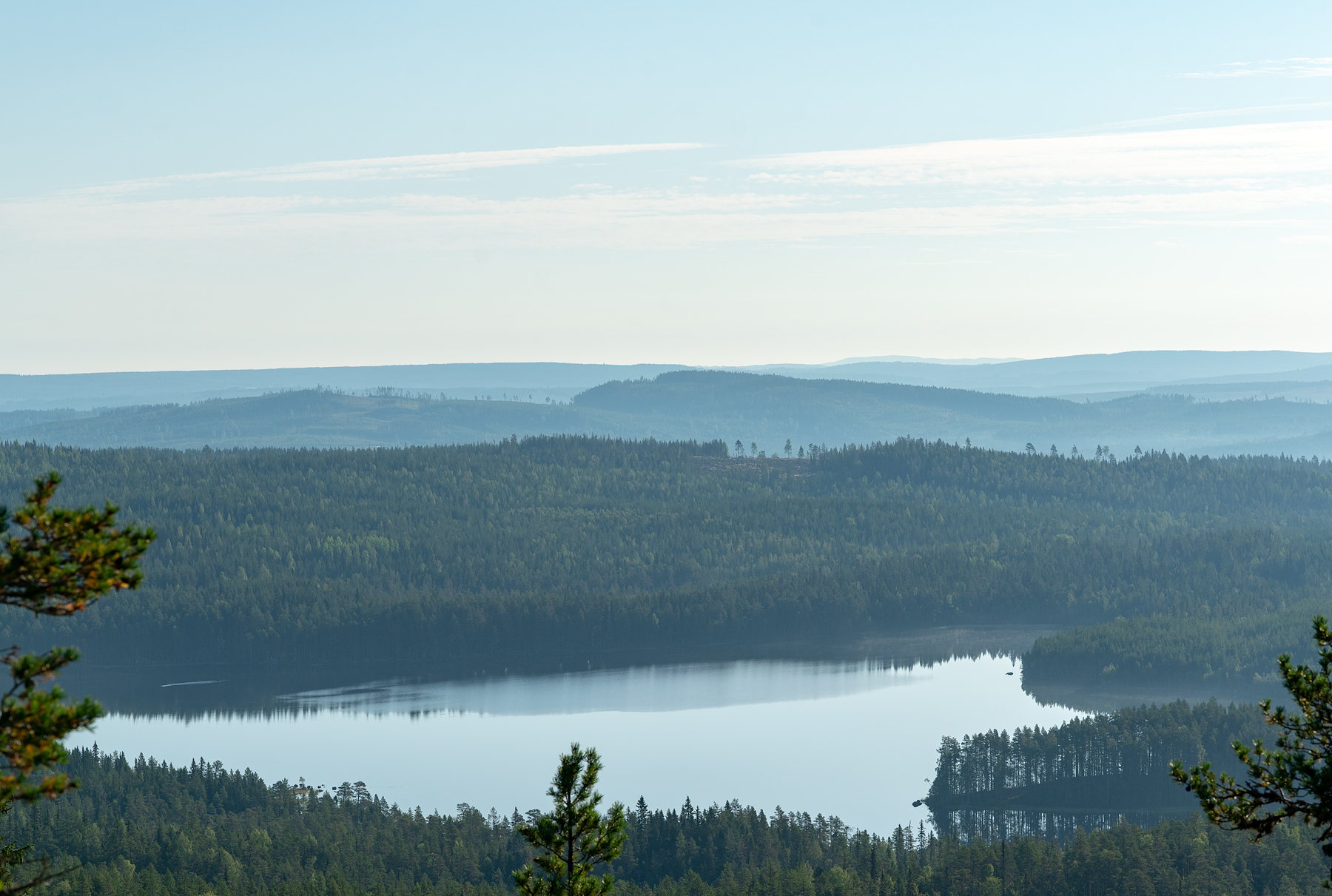
Ytter-Holmsjön. Vy från toppen av Mittiberget.